# Мадлен, љубави моја!
„Мадлен, љубави моја!” је југословенски кратки љубавни филм из 1972. године. Режирао га је Богдан Жижић који је написао и сценарио.

## Улоге
| Глумац           | Улога |
| ---------------- | ----- |
| Зденка Хершак    |       |
| Ивица Видовић    |       |
| Крешимир Зидарић |       |